# Pier Francesco da Montereale
Pier Francesco da Montereale (L'Aquila, ... – L'Aquila, ...; fl. XVI secolo) è stato un pittore italiano, attivo in Abruzzo nella seconda metà del XVI secolo.
Era figlio del pittore Francesco di Paolo, detto Francesco da Montereale, di cui ereditò anche il soprannome. Fu certamente allievo del padre, ma la sua arte risente anche del Manierismo romano. Le prime notizie sul suo conto si hanno in alcuni documenti risalenti agli ultimi anni di vita del padre, in cui è citato insieme alla sorella Maria; successivamente altri documenti, tutti datati tra il 1550 e il 1560, riportano le sue numerose commissioni, per cui, benché non ci siano pervenute le date di nascita e morte, si può ben inquadrare l'attività nell'Aquila della seconda metà del XVI secolo, che ha ormai perso l'antico splendore che aveva ancora agli inizi del secolo ma mantiene sempre una posizione importante nel panorama artistico abruzzese.

## Opere

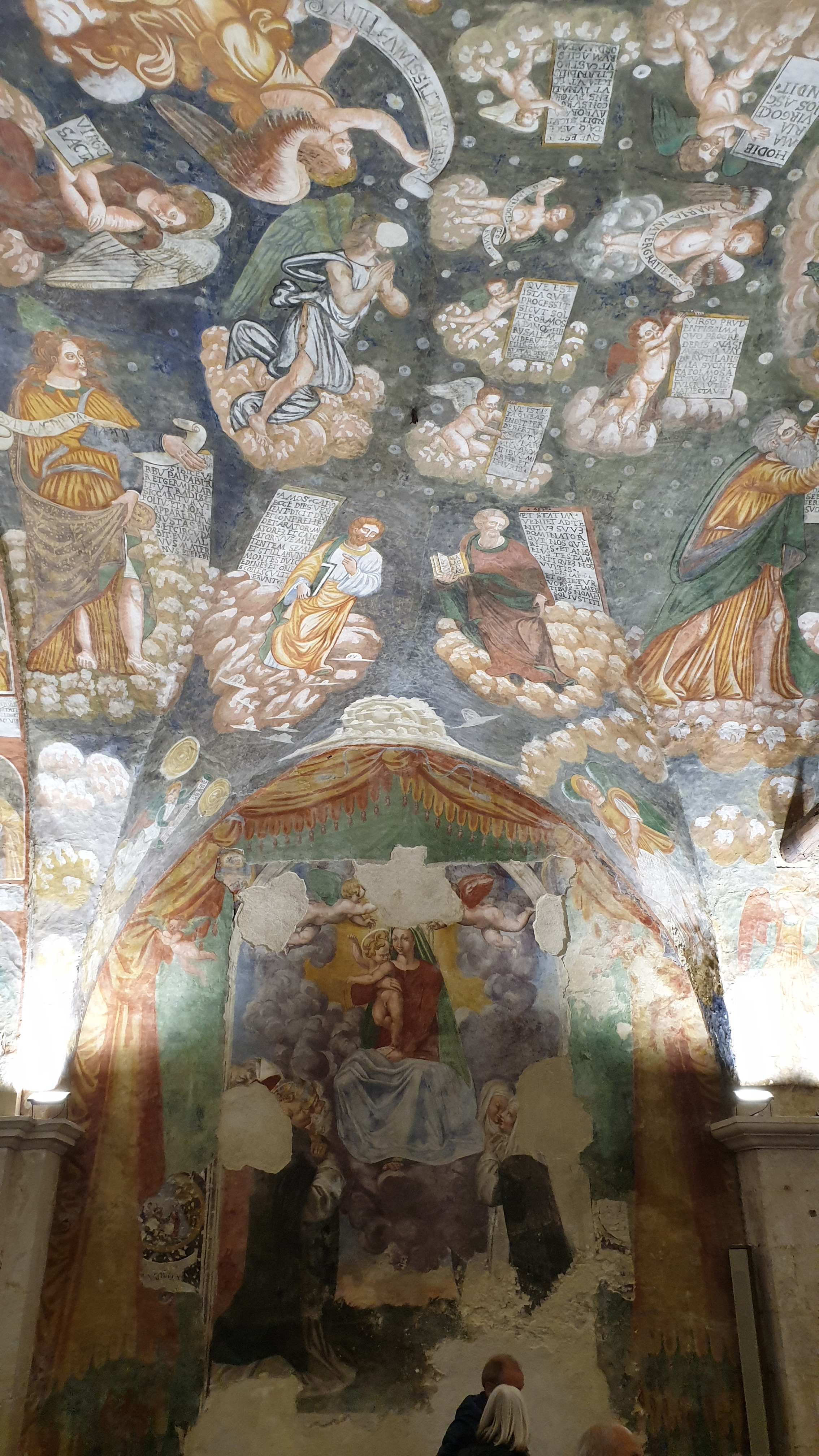
Affreschi del santuario della Madonna d'Appari a Paganica (Aq), particolare della parete della Madonna col Bambino

Un documento del 26 novembre 1551 ci riporta la sua prima commissione: un ciclo di affreschi in una cappella della chiesa aquilana di Santa Maria della Misericordia, dove di questa decorazione è rimasto solo qualche frammento.
Nello stesso lasso di tempo realizza affreschi anche nel Santuario della Madonna d'Appari, dove ci sono altri affreschi che potrebbero essere del padre.
Degli anni successivi, ma non datati, sono gli affreschi della Natività e della Madonna in trono con santi nella chiesa di Sant'Eusanio a Sant'Eusanio Forconese; nel Museo nazionale d'Abruzzo si conservano le tele dell'Andata al Calvario (proveniente dalla chiesa di San Francesco di Popoli Terme) e della Pietà (già nel Municipio di L'Aquila); l'Annunciazione, tela nella chiesa di Santa Maria del Paradiso a Tocco da Casauria; altri affreschi nella Madonna d'Appari (Madonna con Bambino,  Cristo nell'orto e Comunione degli Apostoli) e nella Misericordia di L'Aquila (Sant'Antonio di Padova); la tela della Sacra Famiglia nella chiesa di San Marco a L'Aquila; infine la Pietà nella chiesa di Santa Chiara d'Acquili e due soffitti dipinti nel primo piano del Forte spagnolo, sempre a L'Aquila.
L'unica tavola datata è la Santissima Trinità nell'omonima chiesa di Popoli Terme (1557).
Un documento del 1556 ricorda le tavole di San Giuliano e San Severo nella chiesa di San Pietro di Coppito, oggi perdute.